# Girolamo Orefici
Girolamo Orefici (Brescia, 4 luglio 1867 – Brescia, 3 dicembre 1932) è stato un politico e avvocato italiano. È stato sindaco di Brescia tra il 1906 e il 1912 e deputato alla Camera tra il 1924 e il 1929.

## Biografia
Proveniente da una famiglia originaria del veronese di religione ebraica,  Girolamo era figlio di Simone Orefici ed Elisa Calabi. Nel 1887 promosse il Circolo Artistico di Brescia. Al termine degli studi giuridici praticò l'avvocatura nello studio del padre e aderì al movimento politico della sinistra bresciana che faceva capo a Giuseppe Zanardelli. Entrò nell'organo di stampa del movimento, La Provincia di Brescia, tenendone la rubrica musicale; per breve tempo fu anche direttore del quotidiano.
Partecipò alle elezioni comunali parziali del 1899, ma non venne eletto. Tre anni dopo si presentò alle provinciali nel secondo mandamento di Brescia superando i candidati clerico-moderali, tra cui il sindaco cittadino Fisogni. Rieletto nel 1910, rimase in consiglio provinciale fino al 1914.
Alla morte dell'onorevole Massimo Bonardi, fu scelto dalla compagine zanardelliana a sostituirlo nel collegio elettorale di Brescia. Si presentò alle elezioni suppletive del 26 marzo 1905, dove si scontrò con il candidato dei liberali moderati Giacomo Bonicelli. Le suppletive seguirono di poche settimane le elezioni comunali generali in cui il Blocco popolare, alleanza fra zanardelliani e repubblicani, si presentò senza l'appoggio dei socialisti e venne sconfitto dai clerico-moderati. Il risultato delle amministrative avvelenò il clima fra le tre formazioni politiche di sinistra che non trovarono un accordo per una candidatura comune alle suppletive di collegio: oltre ai due candidati delle fazioni liberali, si presentarono l'onorevole Onorato Comini, per i repubblicani, e Claudio Treves, per i socialisti. Al primo turno Bonicelli vinse, ma non ottenne la maggioranza assoluta, pertanto avrebbe dovuto contrapporsi a Orefici, arrivato secondo, al ballottaggio che si sarebbe tenuto il 2 aprile. Gli zanardelliani tentarono di raggiungere un accordo con le altre due forze, ma ritirarono la candidatura di Orefici per l'intransigenza dei socialisti. Bonicelli vinse il ballottaggio senza avversari.
L'anno seguente, i liberali zanardelliani raggiunsero un accordo con i repubblicani e socialisti, vincendo le amministrative parziali del 15 luglio 1906 e provocando le dimissioni della giunta di Vincenzo Bettoni Cazzago. Le elezioni comunali generali del novembre 1906 confermarono l'ascesa del Blocco popolare e, nella seduta del 1º dicembre, il nuovo consiglio elesse proprio Orefici alla carica di sindaco con 43 voti su 53 presenti. Numerose furono le decisioni assunte dalla sua giunta in nome della necessità di dare alla città un'impronta moderna e di favorire lo sviluppo commerciale ed industriale. Allargò i confini della cinta daziaria ai borghi limitrofi al centro storico e nel contempo procedette all'abbattimento generale delle mura venete. Allargò le strade di circonvallazione e fece costruire i sottopassi di Porta Stazione e di Porta Cremona. Completò la municipalizzazione delle tranvie cittadine, avviata dal suo predecessore Vincenzo Bettoni Cazzago, fondando il primo nucleo dei Servizi Municipalizzati, la cui conduzione venne affidata al fratello Giuseppe Enrico. Nel 1909, municipalizzò anche la produzione elettrica, sottraendola alla Società Elettrica Bresciana. Entrambe le municipalizzazioni furono condotte a termine anche con il ricorso a due referendum, per mostrare alle opposizioni il consenso della cittadinanza sulle decisioni assunte dalla maggioranza democratico-repubblicana. La Giunta Orefici istituì anche l'assessorato al lavoro e sviluppò l'edilizia popolare. Con il nuovo piano regolatore si diede uno sviluppo ragionato ai nuovi quartieri e si ottennero le risorse necessarie per alcune opere pubbliche come l'elettrificazione della rete tranviaria comunale e la trasformazione in parco pubblico dell'area attorno al Castello, dove ebbe sede il giardino zoologico.
Nel 1907 contribuì a fondare il Dispensario Antitubercolare e divenne vicepresidente dell'ANCI. Orefici fu un noto anticlericale, tanto che mandò un telegramma a Clemenceau a sostegno delle sue leggi laiciste, ma ebbe un cordiale rapporto con Luigi Sturzo, presidente della stessa ANCI. Nel 1909, contribuì ad organizzare il circuito aereo di Montichiari.
Alle elezioni comunali parziali del 1910, che confermarono la maggioranza al Blocco popolare, Orefici dichiarò che avrebbe lasciato l'incarico dopo quelle che si sarebbero tenute nel 1912. Queste però vennero sospese in attesa che si approvasse una nuova legge elettorale, quindi, per rispettare la promessa, decise comunque di rassegnare le dimissioni che furono presentate in consiglio il 26 ottobre.
Alle elezioni politiche del 1913 si candidò nel collegio elettorale di Brescia dove venne battuto una seconda volta da Bonicelli. Partecipò alle comunali del 1915 che vennero vinte dai clerico-moderati. Costoro, con un abile gioco di preferenze, riuscirono ad escludere dal consiglio i più importanti nomi del Blocco popolare fra cui anche lo stesso Orefici.
Nel 1919, partecipò alla fondazione dell'Unione Democratica Bresciana nella quale il vecchio club liberale bresciano, fondato da Zanardelli, si diede una struttura partitica. Con l'Unione si candidò alle elezioni politiche, assieme a Ugo Da Como, Carlo Bonardi ed Ercole Paroli, ma non venne eletto. Quattro anni dopo divenne primo presidente del Consorzio Antitubercolare Provinciale, mentre l'amministrazione provinciale gli affidò la causa del Disastro del Gleno.
Alle politiche del 1924, assieme a Bonardi aderì alla Lista Nazionale. Nel discorso di presentazione della sua candidatura affermò che il movimento fascista avrebbe difeso quei principi liberali e democratici che avevano contrassegnato la sua giunta comunale. Insediatosi nella XXVII legislatura, rappresentò l'Unione nelle trattative con i fascisti e i moderati per organizzare le nuove elezioni comunali e provinciali che si sarebbero dovute tenere il 13 luglio. Dopo l'omicidio dell'onorevole Giacomo Matteotti, le trattative vennero sospese ed Orefici, sfiduciato da una votazione dell'assemblea generale dei soci de La Provincia, decise di dimettersi dalla presidenza del quotidiano, uscendo dall'Unione e dal club liberale zanardelliano. Mantenne la carica di deputato e sostenne il governo Mussolini, le leggi fascistissime e l'introduzione del sistema podestarile nelle amministrazioni comunali. In seguito, si allontanò dalle posizioni governative e al termine della XXVII legislatura non fu nominato senatore, nonostante lo stesso Carlo Bonardi, che invece ottenne la carica, si fosse speso per fargliela ottenere.

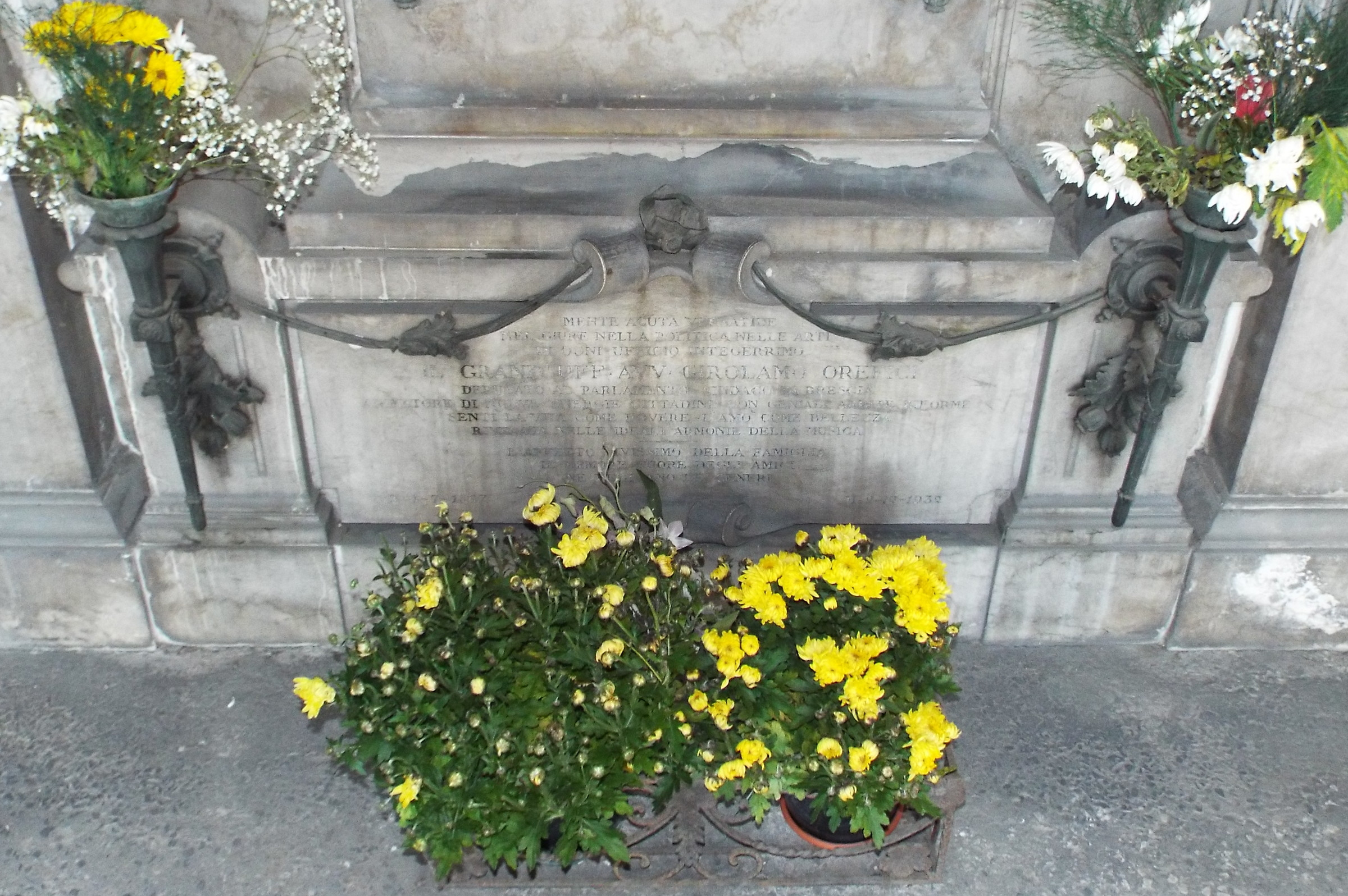
Tomba di Orefici al Vantiniano

Morì a Brescia, il 3 dicembre 1932. È sepolto al Vantiniano.

## Opere
- "Discorso al salone Vanvitelliano del 3 marzo 1924", Brescia, Tipografia La Sentinella, 1924.